# Jusseryd
Jusseryd är en by i Ödeshögs kommun, Östergötland.
Den består av två gårdar och några torp som bildats vid storskiftet 1791.
Vid laga skiftet 1875 delades den södra av dessa gårdar.
I Jusseryd finns en samfällighetsförening.

## Etymologi
Sannolikt kan namnet härledas till Djurseryd.